# Austrolfersia
Austrolfersia là một chi ruồi hút máu thuộc họ ruồi rận Hippoboscidae. Chỉ có duy nhất một loài được biết cho đến nay là Austrolfersia ferrisi Bequaert, 1953.. Chúng sống ký sinh trên các loài thuộc bộ Hai răng cửa..

## Phân bố
Chi này chỉ tìm thấy ở Queensland, Úc.. Vật chủ của chúng gồm các loài Thylogale stigmatica và Hypsiprymnodon moschatus

## Phân loại
- Austrolfersia struthionis Bequaert, 1953[2]